# Sezon 2018/2019 w klubowej europejskiej piłce siatkowej mężczyzn
Sezon 2018/2019 w klubowej europejskiej piłce siatkowej mężczyzn obejmuje rozgrywki o mistrzostwo, puchar i superpuchar państw, których federacje zrzeszone są w Europejskiej Konfederacji Piłki Siatkowej (CEV) oraz puchary europejskie. W Andorze, Liechtensteinie, Malcie, Monako oraz San Marino nie odbyły się żadne oficjalne seniorskie rozgrywki klubowe.

## Rozgrywki klubowe
obroniony tytuł z poprzedniego sezonu

### międzynarodowe
| Rozgrywki        | Zwycięzca              | Zwycięzca |
| ---------------- | ---------------------- | --------- |
| Liga Mistrzów    | Cucine Lube Civitanova | (więcej)  |
| Puchar CEV       | Itas Trentino          | (więcej)  |
| Puchar Challenge | Biełogorje Biełgorod   | (więcej)  |

### regionalne
| Rozgrywki     | Mistrzostwo        | Mistrzostwo |
| ------------- | ------------------ | ----------- |
| BVA           | Ziraat Bankası     | (więcej)    |
| MEVZA         | ACH Volley Lublana | (więcej)    |
| NEVZA         | IBB Polonia London | (więcej)    |
| Liga bałtycka | Bigbank Tartu      | (więcej)    |

### krajowe
| Państwo              | Rozgrywki ligowe              | Rozgrywki ligowe | Zdobywca pucharu              | Zdobywca pucharu | Zdobywca superpucharu     | Zdobywca superpucharu |
| -------------------- | ----------------------------- | ---------------- | ----------------------------- | ---------------- | ------------------------- | --------------------- |
| Albania              | Partizani Tirana              | (więcej)         | Erzeni                        | (więcej)         |                           |                       |
| Anglia               | IBB Polonia London            | (więcej)         | Durham Palatinates            | (więcej)         |                           |                       |
| Armenia              | Arcach Stepanakert            | (więcej)         |                               |                  |                           |                       |
| Austria              | SK Posojilnica Aich/Dob       | (więcej)         | UVC Holding Graz              | (więcej)         |                           |                       |
| Azerbejdżan          |                               |                  |                               |                  |                           |                       |
| Belgia               | Greenyard Maaseik             | (więcej)         | Knack Roeselare               | (więcej)         | Knack Roeselare           | (więcej)              |
| Białoruś             | Szachcior Soligorsk           | (więcej)         | Szachcior Soligorsk           | (więcej)         | Szachcior Soligorsk       | (więcej)              |
| Bośnia i Hercegowina | OK Mladost Brčko              | (więcej)         | OK Mladost Brčko              | (więcej)         |                           |                       |
| Bułgaria             | Neftochimik 2010 Burgas       | (więcej)         | Chebyr Pazardżik              | (więcej)         | Neftochimik 2010 Burgas   | (więcej)              |
| Chorwacja            | HAOK Mladost Zagrzeb          | (więcej)         | HAOK Mladost Zagrzeb          | (więcej)         |                           |                       |
| Cypr                 | Omonia Nikozja                | (więcej)         | Omonia Nikozja                | (więcej)         | Omonia Nikozja            | (więcej)              |
| Czarnogóra           | Budva                         | (więcej)         | Budva                         | (więcej)         |                           |                       |
| Czechy               | VK Jihostroj České Budějovice | (więcej)         | VK Jihostroj České Budějovice | (więcej)         |                           |                       |
| Dania                | Gentofte Volley               | (więcej)         | Gentofte Volley               | (więcej)         |                           |                       |
| Estonia              | Pärnu VK                      | (więcej)         | Saaremaa VK                   | (więcej)         |                           |                       |
| Finlandia            | Vammalan Lentopallo           | (więcej)         | Vammalan Lentopallo           | (więcej)         |                           |                       |
| Francja              | Tours VB                      | (więcej)         | Tours VB                      | (więcej)         |                           |                       |
| Grecja               | Olympiakos SFP                | (więcej)         | PAOK                          | (więcej)         |                           |                       |
| Grenlandia           | GSS Nuuk                      | (więcej)         |                               |                  |                           |                       |
| Gruzja               | Tsageri                       | (więcej)         |                               |                  |                           |                       |
| Hiszpania            | CV Teruel                     | (więcej)         | Unicaja Almería               | (więcej)         | CV Teruel                 | (więcej)              |
| Holandia             | Achterhoek Orion Doetinchem   | (więcej)         | Draisma Dynamo Apeldoorn      | (więcej)         | Abiant Lycurgus Groningen | (więcej)              |
| Irlandia             | UCD                           | (więcej)         | DVC Bravo                     | (więcej)         |                           |                       |
| Irlandia Północna    | Aztecs Eagles                 | (więcej)         | Aztecs Eagles                 | (więcej)         |                           |                       |
| Islandia             | KA                            | (więcej)         | KA                            | (więcej)         | KA                        | (więcej)              |
| Izrael               | Hapoel Matte Aszer            | (więcej)         | Hapoel Matte Aszer            | (więcej)         |                           |                       |
| Kosowo               | KV Luboteni                   | (więcej)         | KV Luboteni                   | (więcej)         |                           |                       |
| Litwa                | Amber Queen Kłajpeda          | (więcej)         | Amber Queen Kłajpeda          | (więcej)         |                           |                       |
| Luksemburg           | CHEV Diekirch                 | (więcej)         | VC Strassen                   | (więcej)         | Escher VBC                | (więcej)              |
| Łotwa                | SK Jēkabpils Lūši             | (więcej)         | SK Jēkabpils Lūši             | (więcej)         |                           |                       |
| Macedonia Północna   | Gio Strumica                  | (więcej)         | Gio Strumica                  | (więcej)         |                           |                       |
| Mołdawia             | USM Bostavan                  | (więcej)         | Tighina                       | (więcej)         |                           |                       |
| Niemcy               | Berlin Recycling Volleys      | (więcej)         | VfB Friedrichshafen           | (więcej)         | VfB Friedrichshafen       | (więcej)              |
| Norwegia             | Førde VBK                     | (więcej)         | Førde VBK                     | (więcej)         |                           |                       |
| Polska               | ZAKSA Kędzierzyn-Koźle        | (więcej)         | ZAKSA Kędzierzyn-Koźle        | (więcej)         | PGE Skra Bełchatów        | (więcej)              |
| Portugalia           | SL Benfica                    | (więcej)         | SL Benfica                    | (więcej)         | SL Benfica                | (więcej)              |
| Rosja                | Kuzbass Kemerowo              | (więcej)         | Zenit Kazań                   | (więcej)         | Zenit Kazań               | (więcej)              |
| Rumunia              | CSM Arcada Galați             | (więcej)         | Dinamo Bukareszt              | (więcej)         |                           |                       |
| Serbia               | Vojvodina Nowy Sad            | (więcej)         | Crvena zvezda Belgrad         | (więcej)         | Novi Pazar                | (więcej)              |
| Słowacja             | VK Prievidza                  | (więcej)         | VK KDS Šport Košice           | (więcej)         |                           |                       |
| Słowenia             | ACH Volley Lublana            | (więcej)         | ACH Volley Lublana            | (więcej)         |                           |                       |
| Szkocja              | City of Glasgow Ragazzi       | (więcej)         | City of Edinburgh             | (więcej)         |                           |                       |
| Szwajcaria           | Lausanne UC                   | (więcej)         | Lindaren Volley Amriswil      | (więcej)         | Lausanne UC               | (więcej)              |
| Szwecja              | Linköpings VC                 | (więcej)         |                               |                  |                           |                       |
| Turcja               | Fenerbahçe                    | (więcej)         | Fenerbahçe                    | (więcej)         | Halkbank                  | (więcej)              |
| Ukraina              | Barkom-Każany Lwów            | (więcej)         | Barkom-Każany Lwów            | (więcej)         | Barkom-Każany Lwów        | (więcej)              |
| Walia                |                               |                  |                               |                  |                           |                       |
| Węgry                | Vegyész RC Kazincbarcika      | (więcej)         | HÉP-Kecskeméti RC             | (więcej)         |                           |                       |
| Włochy               | Cucine Lube Civitanova        | (więcej)         | Sir Safety Conad Perugia      | (więcej)         | Azimut Leo Shoes Modena   | (więcej)              |
| Wyspy Owcze          | Mjølnir                       | (więcej)         | Mjølnir                       | (więcej)         |                           |                       |